# Tenuiphantes nigriventris
Tenuiphantes nigriventris là một loài nhện trong họ Linyphiidae.
Loài này thuộc chi Tenuiphantes. Tenuiphantes nigriventris được Ludwig Carl Christian Koch miêu tả năm 1879.